# کاپوستین یار (آستراخان)
کاپوستین یار (به لاتین: Kapustin Yar) یک منطقهٔ مسکونی در روسیه است که در استان آستراخان واقع شده‌است.